# Dolenja Žetina
Dolenja Žetina (izgovarjava [dɔˈleːnja ʒɛˈtiːna], tudi Dolenja Šetina, nemško Doleinaschettina) je razloženo naselje na terasi pod Blegošem in Koprivnikom v Občini Gorenja vas - Poljane na Gorenjskem. Statistično je del Gorenjske statistične regije. V okolici so številni vodnjaki, pod vasjo pa se v dveh strugah nahajajo mlini.
Ekonomij vasi je v preteklosti temeljila na kmetijstvu in gozdarstvu. Kmetije so proizvajale pšenico, višje ležeče pašnike na Belgošu pa so izrabljale za pašnjo govedi in ovac, ki so jih vzrejali za prodajo. Ukvarjali so se tudi s čipkarstvom.